# Dunedin (1874)
El Dunedin fue el primer barco que transportó con éxito un cargamento completo de carne refrigerada de Nueva Zelanda a Inglaterra. Como tal, impulsó el desarrollo de la capacidad de Nueva Zelanda como gran proveedor de exportaciones agrícolas, a pesar de su lejanía de la mayoría de los mercados. El Dunedin desapareció en alta mar en 1890, y desde entonces ni el barco ni su tripulación han sido vistos ni se ha vuelto a saber de ellos.

## Desaparición

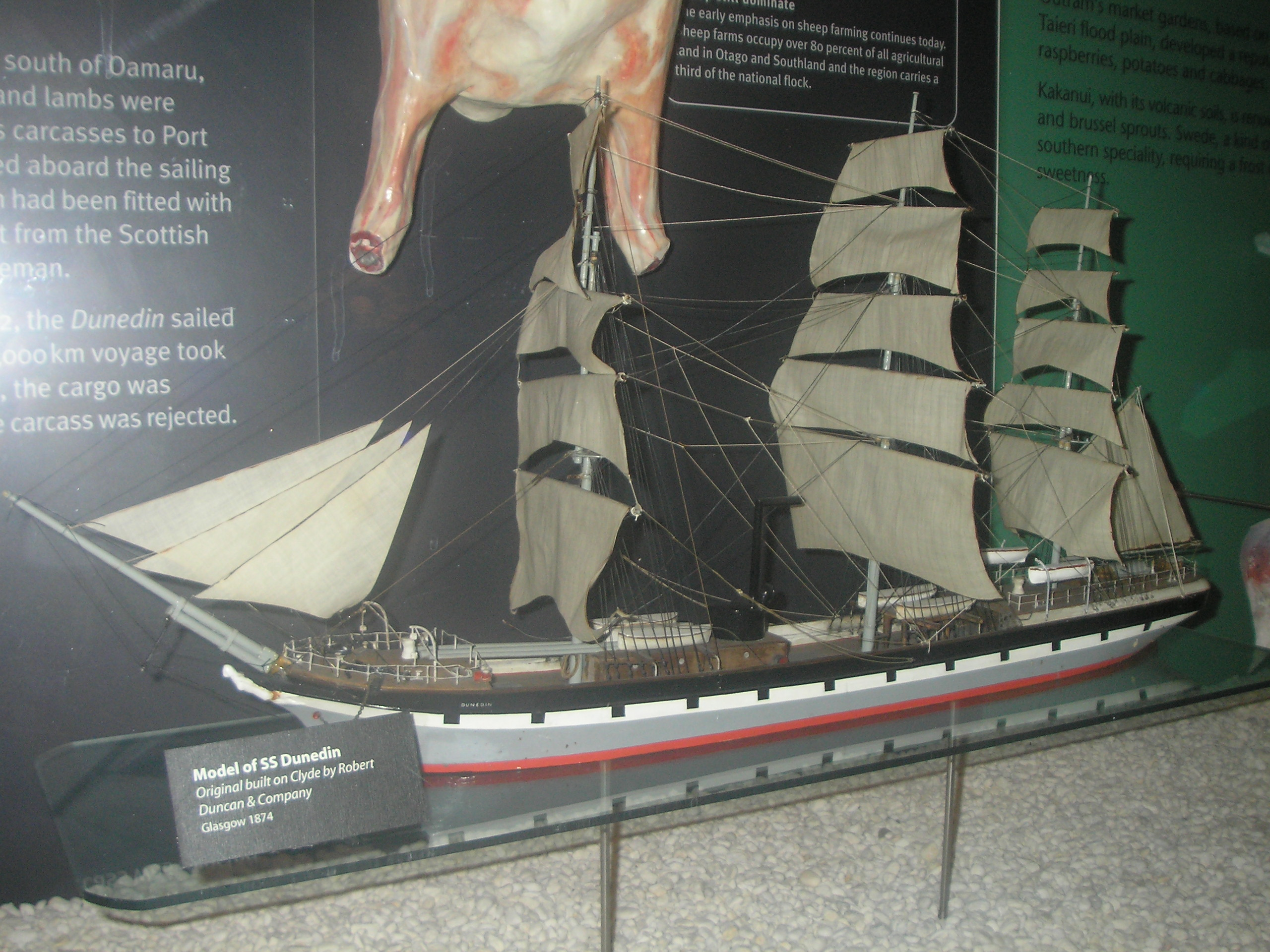
Maqueta del Dunedin en el Museo de Otago.

Su barco gemelo, el Marlborough, había zarpado en enero de 1890 y el Dunedin le siguió en marzo, zarpando de Oamaru el 19 de marzo con 34 tripulantes, incluido el capitán Roberts. La hija de Roberts era la única pasajera. En julio se empezó a temer por el barco, ya que normalmente hacía el viaje en unos 90 días, y en octubre se dio por desaparecido.
Aunque tanto el Dunedin como el Marlborough fueron avistados en el Océano Antártico tras abandonar Nueva Zelanda, ninguno de los dos volvió a ser visto. No se encontró rastro alguno del Dunedin y se presumió que tanto él como el Marlborough chocaron contra icebergs en el Océano Antártico. 
El RMS Rimutaka había informado de que había grandes cantidades de hielo en el Océano Antártico en su ruta normal entre las islas Chatham y el Cabo de Hornos cuando navegó por la zona a principios o mediados de febrero. La Junta de Investigación concluyó que, aparte de chocar contra un iceberg, otra posibilidad era que el Dunedin hubiera sufrido una tormenta. Los investigadores concluyeron que el buque estaba en condiciones de navegar, contaba con la carga adecuada y navegaba con un capitán y una tripulación experimentados.
Hubo dos informes de avistamientos del Dunedin en 1890; uno del barco London que decía que habían navegado cerca el uno del otro en las cercanías del Cabo de Hornos antes de ser separados por una tormenta, y otro sobre su hallazgo en la costa de Brasil con fiebre amarilla a bordo. Esta última historia fue descartada por falsa.